# 伊朗醫療保健

伊朗人預期壽命歷史發展。

伊朗醫療保健（英語：Healthcare in Iran）由三大支柱構成：公共部門、私營部門和非政府組織。
在2002年，伊朗的醫療衛生產業的市場價值接近240億美元，預計到2017年上升到960億美元。.   [Oct 20, 2022]. （原始内容存档于Jan 5, 2009）.</ref>伊朗在2017年有8,000萬人口，而聯合國估計到2021年會增加至8,500萬人，是西亞人口最多的國家之一。該國也碰到人口年輕化國家類似的問題 - 需要提供公共服務以滿足人口不斷成長的巨大需求。這些年輕人口很快會成長到可開始建立新家庭的年齡，再度提高人口增長率，繼而再提高對公共衛生基礎設施和服務的需求。既然醫療衛生總支出預計從2008年的243億美元上升到2017年的960億美元，反映出醫療服務的需求不斷增加。在2017年，伊朗的醫療衛生總支出相當於國內生產總額（GDP）的6%。大約90%的伊朗人擁有某種形式的醫療保險覆蓋。 伊朗是世界上唯一允許合法人體器官交易的國家。然而有關器官捐贈的法律性質被認為是種捐贈行為，並非買賣。
根據世界衛生組織 (WHO)，伊朗在醫療衛生方面的世界排名為第58（2000年），在醫療系統績效方面的排名為第93。彭博新聞社報導，伊朗在2016年的醫療衛生系統效率的世界排名為第30，優於美國和巴西。報告顯示伊朗人的預期壽命為75.5歲，人均醫療衛生支出為346美元。伊朗人的健康狀況在過去20年間持續改善。該國透過廣泛設立初級醫療衛生中心系統而拓展預防醫學的服務。兒童和孕產婦的死亡率因此得以顯著下降，出生時的預期壽命因而大幅提高。與2000年相比，嬰兒死亡率（簡稱IMR）和5歲以下死亡率（簡稱U5MR）分別下降到每千名活產有28.6人和35.6人。在1970年，IMR為每千名活產有122人，U5MR為每千名活產有191人。大多數城市和農村的兒童都可獲得疫苗接種。

## 衛生服務
| 伊朗: 醫療衛生 (資料來源: 經濟學人信息社) | 2005 | 2006 | 2007 | 2008 | 2009 | 2010 |
| ----------------------------------------- | ---- | ---- | ---- | ---- | ---- | ---- |
| 平均預期壽命（年）                        | 70.0 | 70.3 | 70.6 | 70.9 | 71.1 | 71.4 |
| 醫療衛生支出 (佔GDP百分比)                | 4.2  | 4.2  | 4.2  | 4.2  | 4.2  | 4.2  |
| 醫療衛生支出（平均每人）                  | 113  | 132  | 150  | 191  | 223  | 261  |

伊朗人口數據 - 人口金字塔

根據聯合國的估計（且未把Covid-19疫情的影響列入考慮），2022年伊朗平均預期壽命為77.13歲，比前一年增加0.25%。高於同年全球平均預期壽命的72.98歲。
在伊朗，最大的醫療衛生提供網絡由伊朗衛生及醫療教育部 (MOHME) 通過其擁有及營運，並分佈在全國的衛生機構和醫學院網絡達成。MOHME所負責的任務包含：提供醫療衛生服務、醫療保險、醫學教育、監督和規範全國醫療系統、擬定政策、生產和分配醫療藥物、研究與開發。此外另設立其他平行機構，如伊朗醫療保險組織（Medical Services Insurance Organizations ，MSIO）等，作為救濟基金和醫療保險公司。有些醫院，如治療兒童癌症的馬哈克支持兒童癌症組織附設醫院，則是透過慈善基金會運作。
根據伊朗統計中心在2003年進行的人口普查顯示，伊朗擁有730家醫療機構（如醫院、診所），共有110,797張病床，醫療機構中有488家直接由MOHME管轄（有77,300張病床），有120家由私營部門擁有（有11,301張病床），所餘由其他組織（例如伊朗社會安全局 (SSO)）所擁有。換算等於每10,000伊朗人中，平均約有7名護理人員和17張病床。
廣設的公共診所網絡提供低成本的初級醫療保健服務。在農村地區，每個或每組村莊都有一個配置社區衛生工作者的“衛生室”，在其中服務的衛生工作者接受過預防醫學，例如營養、計劃生育、測量血壓、產前護理、疫苗接種、環境監測（例如水質檢查等）的訓練。每間衛生室均設有檢查室和宿舍，工作人員有一男，一女（或超過一女），均在當地招募。這些衛生室是一般民眾與醫療系統的第一個接觸點。罹患更複雜疾病的人會被轉診到配備有醫生、技術人員、和行政人員的農村衛生中心。城市地區也有類似的初級醫療衛生站。聯合國兒童基金會（UNICEF）對於伊朗的初級醫療衛生系統所給的評等為“優秀”
MOHME在伊朗各地營運公立醫院，包括綜合醫院和專科醫院。公立醫院通常由醫科大學直接管理。在大多數大城市，富裕人士會使用私立診所和醫院，這些機構的收費很高。根據WHO在2000年的數據，伊朗人中有94%可獲得當地的醫療衛生服務。農村地區的比率為86%，城市地區的則為100%。在1999年，有80%到94%的人口可獲得足以負擔的的基本藥物。

### 醫療保險
伊朗社會安全局負責為城鎮就業公民及其家屬提供醫療保險，但不涵蓋政府工作人員。所有受薪雇員（包括工人）以及自願加入的自僱經營者均包括在內。也為老年領退休金者提供保險。伊朗醫療保險機構（Iran Health Insurance Organization ）為政府僱員、學生和農村地區的居民提供保險。伊瑪目霍梅尼救濟基金會為無醫療保險的窮人提供保險，而武裝部隊醫療保險組織（Armed Forces Medical Services Insurance Organization (AFMSIO)）為武裝部隊成員提供醫療保險。
除前述的保險計劃之外，還有許多私人和半公共保險計劃，為更富裕的社會人士提供。
伊朗有90%以上的人口擁有醫療保險，政府把在2018年達到全民醫療衛生作為優先事項，但仍遭遇許多困難，包括美國/聯合國的經濟制裁、政府預算問題、資源可持續性、服務執行、醫療倫理及治理等均需要克服。一般而言，醫療保險會承保範圍內藥品費用的70%，以及90%的公立醫院費用，對罹患罕見病或偏遠地區的人則提供額外。
自2009年起，有項新的政府計劃，名為“綜合保險計劃”為所有伊朗人提供基本醫療保險。

### 人力資源

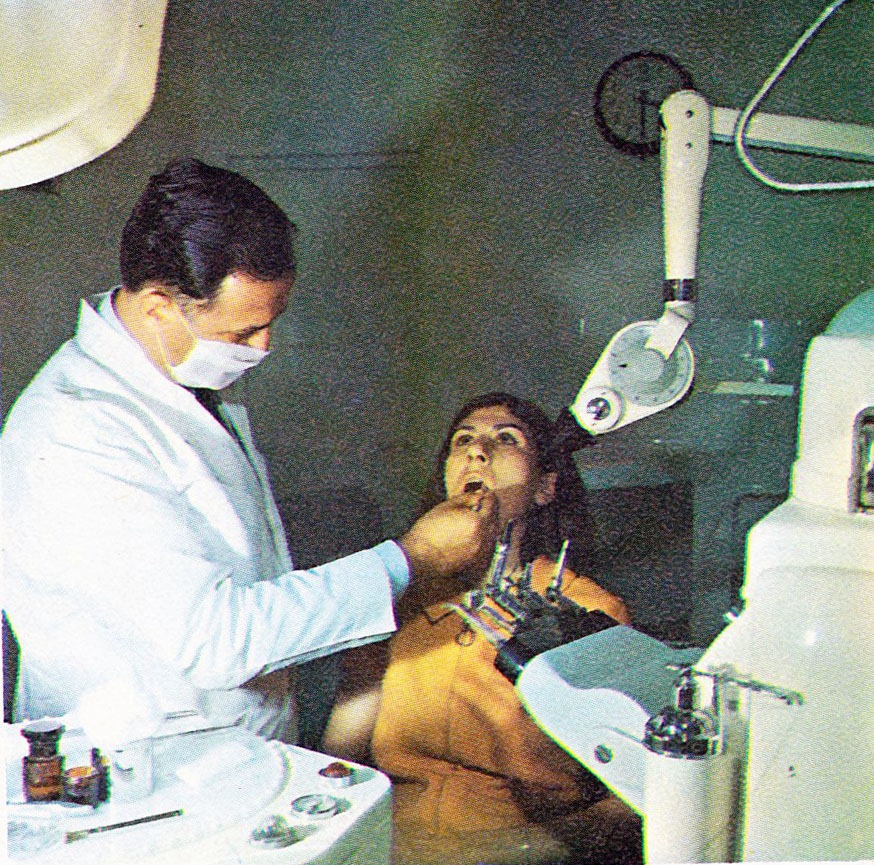
一處伊朗牙科保健場所（約在1970年）

伊朗在為其醫療系統所培養及教育必要的人力資源方面做得相當成功。伊朗在近30年前還面臨醫療衛生領域缺乏各項熟練人才的情況，如今則轉變為擁有充足的人才，以應付國家的需求。伊朗擁有488家政府醫院。根據各種資料，伊朗在2004年，每1,000人中有0.5-1.1名醫生（其中大約有46%是女性）。
| 醫學院   | 51      |
| 醫科學生 | 1百萬   |
| 醫科教授 | 20,000  |
| 病床數   | 120,000 |
| 鄉村診所 | 20,000  |
| 醫生     | 100,000 |
| 護理人員 | 170,000 |

根據世界衛生組織（WHO）的資料，伊朗在2018年，每1,000人中有1.6名醫生。

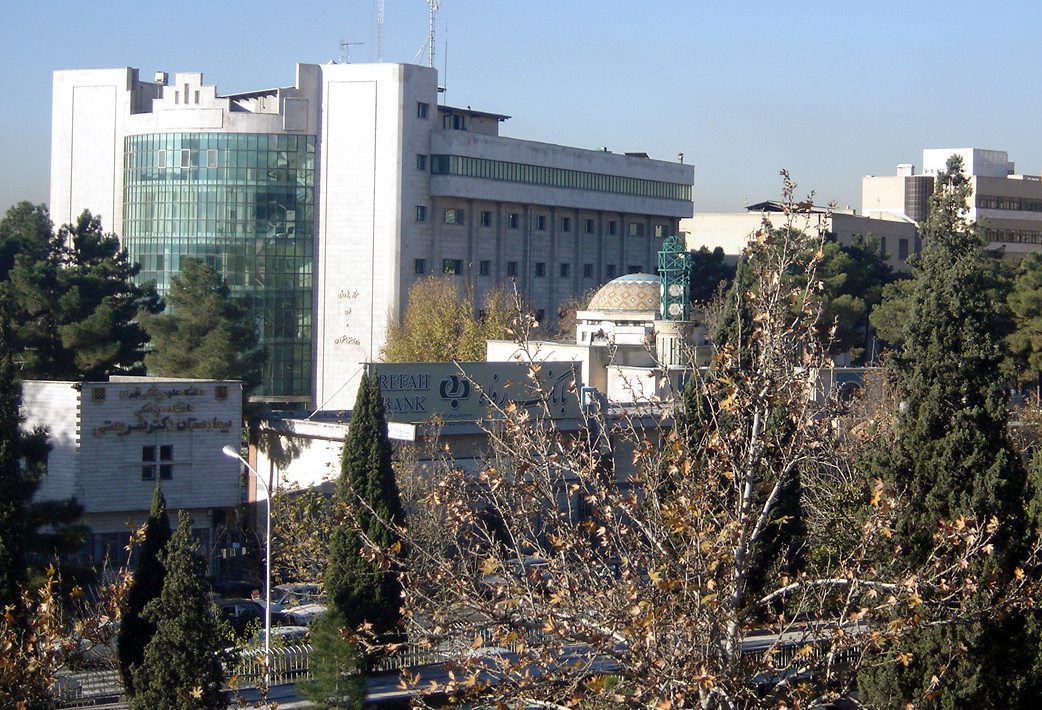
Shariati醫院

Kasra Hospital

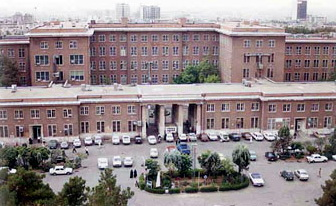
伊瑪目霍梅尼醫院

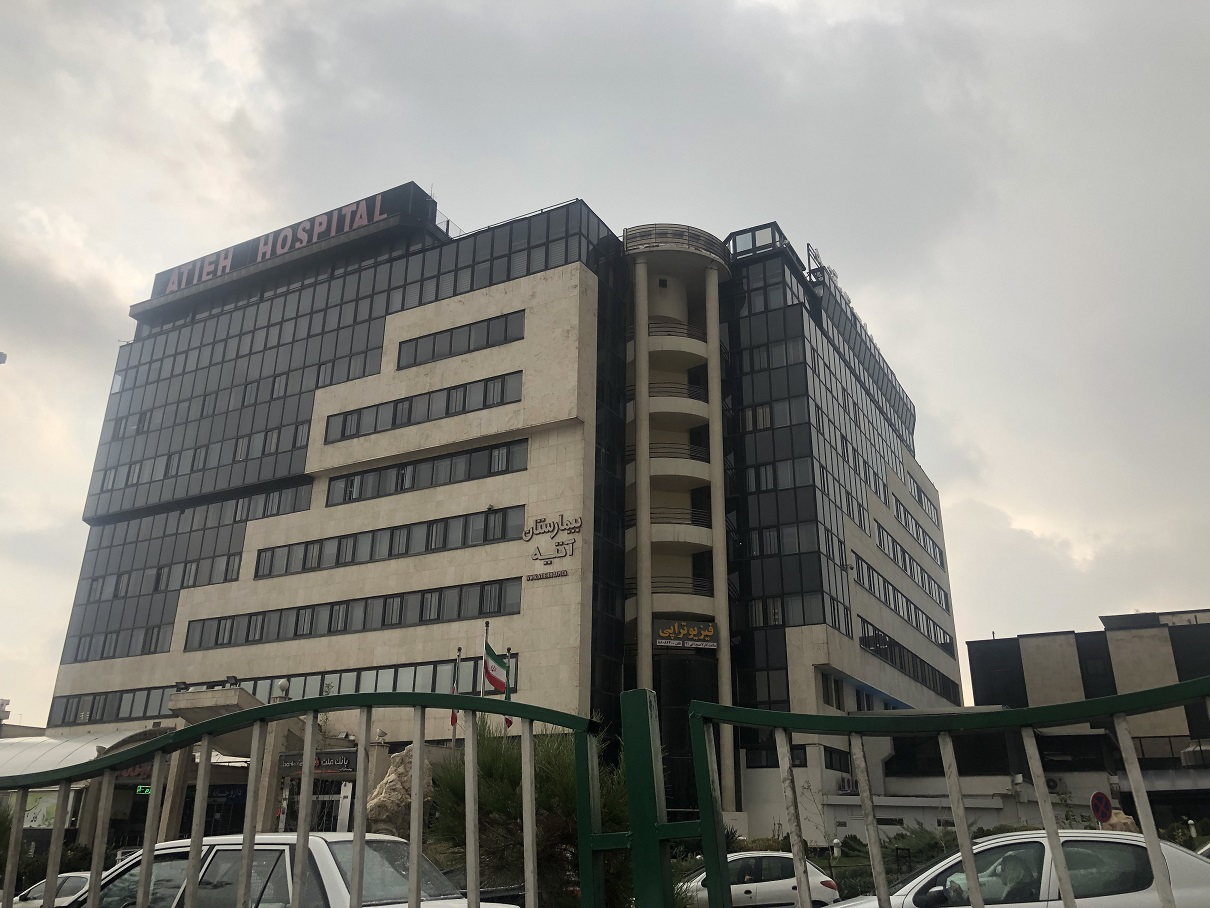
Atieh醫院l

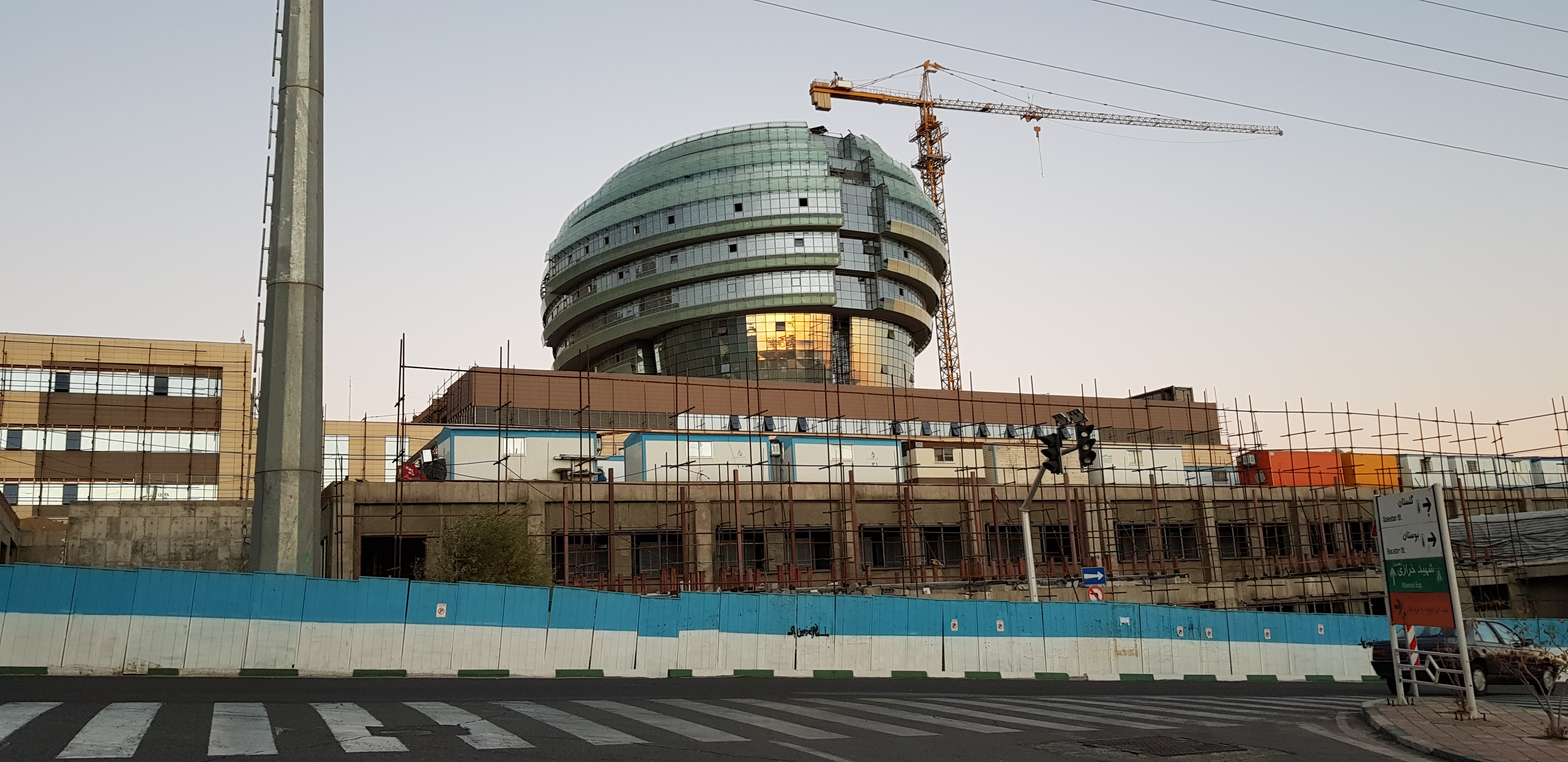
伊朗國際神經科學研究所附設醫院

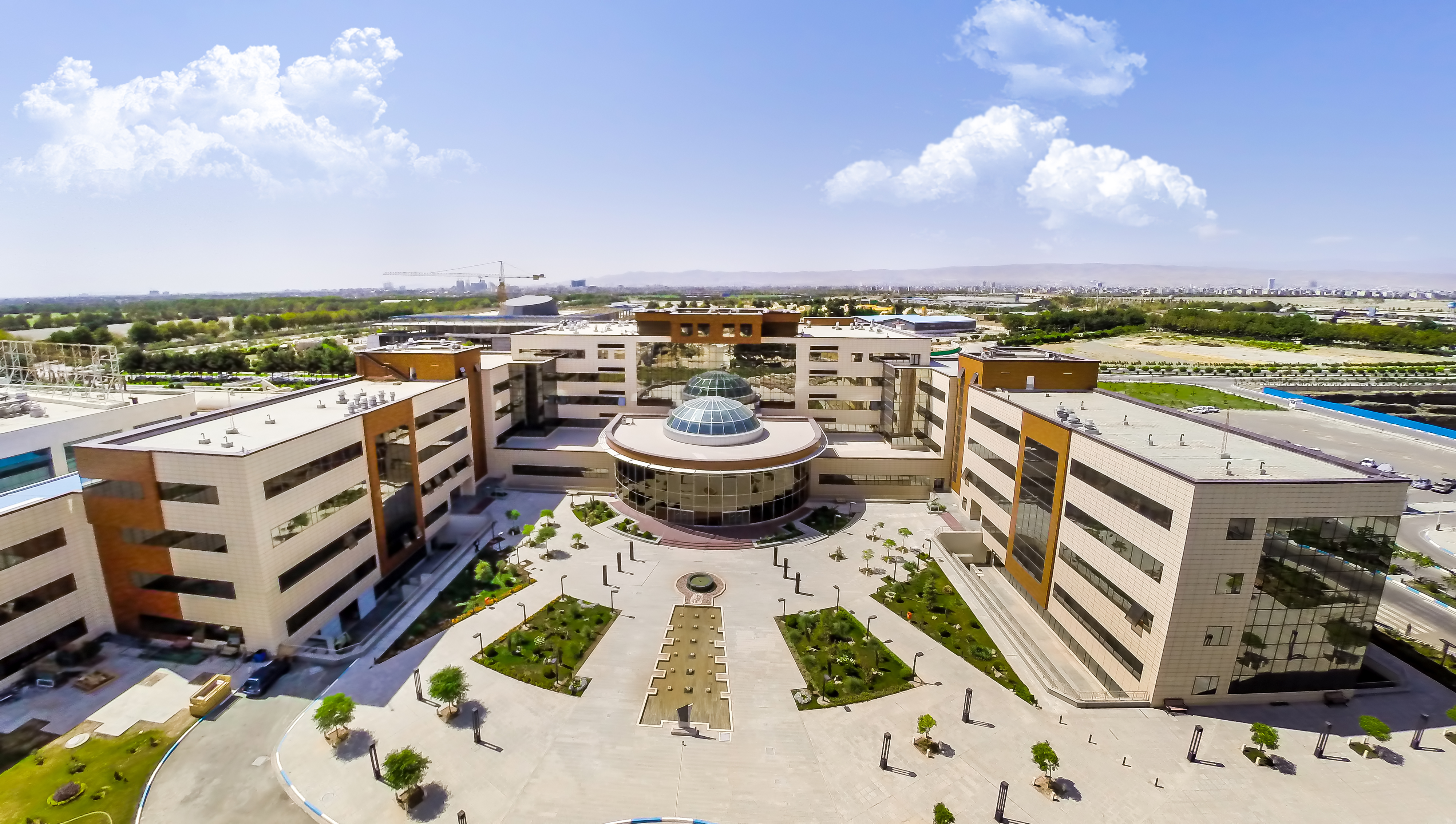
Razavi醫院

然而，在健康指數低於全國平均水準的落後伊朗省份，醫療保健可及性仍然不足。該國正處於流行病學轉變時期，面臨雙重的疾病負擔。該國需要注意新興的健康威脅。伊朗進行中的人口結構以及流行病學轉變，會對近期和長遠未來的發病率和死亡率模式產生重大影響，特別是在慢性非傳染性疾病以及人口老化後的健康問題之上。

### 開發
縱然伊朗自1979年的革命以來，所有衛生領域都達到改善，但該國目前充滿挑戰的經濟狀況，加上醫療技術和信息技術的快速進步、個人期望、加上人口中的年輕族群，無疑都會對這個領域中已存在改善趨勢的可持續性產生挑戰。

#### 醫療旅遊
到伊朗從事醫療旅遊是一個新興的領域。所謂醫療旅遊是出國接受治療，而其中的原因可能是遊客自己的國家並未提供，或是有提供，但未能達到可接受的性價比。來自開發程度較高國家的人會前往收費較低的國家接受治療。據估計，透過醫療旅遊方式到伊朗的外國人，可節省的治療費用程度高達50%。
到伊朗作醫療旅遊，具有很高的潛力。除當地價格相當低之外，伊朗的服務品質比同區域的其他國家更能令人滿意。伊朗擁有受過良好教育和經驗豐富的醫事人員。各種專科醫生非常專業，並且有合格護理系統的支持。伊朗還擁有非常活躍的醫學研究團隊。
在2012年，有30,000人前往伊朗接受治療。這類客人大多數來自亞塞拜然、土庫曼斯坦、伊拉克、土耳其、科威特、阿曼和巴基斯坦。
根據官方記錄，伊朗的醫療旅遊業年均增長率為15%，預計在2021年的相關收入會超過20億美元，到2030年會超過50億美元。在2019年，有超過50萬遊客從鄰近國家和歐洲前往伊朗接受醫療服務。因此可說伊朗在醫療旅遊方面績效甚佳。當地有先進的設施、熟練的外科醫生、和低廉的費用，讓伊朗成為理想的目的地。伊朗現在是世界10大醫療旅遊目的地之一。為協助這個國內行業，伊朗政府正嘗試透過更好、更容易取得的醫療簽證申請流程，並把服務標準化，以提供給前來的外國患者。

## 藥品
伊朗巴斯德研究所在1920年成立後，伊朗製藥業開始進行現代化，伊朗擁有良的藥品生產能力，但原材料和許多專用藥品仍需依賴進口。伊朗的藥品由藥典委員會（Pharmacopeia Council）確定和修訂。截至2019年，伊朗表示其製藥所需原材料的80-90%可在國內生產。其中包括微量多孔板、奧美拉唑、鹽酸坦索羅辛、納曲酮鹼、磷酸西格列汀、和不同型號的吡格列酮。
MOHME的使命是為所有人提供足夠數量的安全、有效和高品質的藥品。伊朗自1979年革命以來採用完全以通用名藥物為基礎的基本藥物政策（NDP），以在國內生產基本藥物和疫苗為主要目標之一。
伊朗有超過85%的人口透過醫療保險系統來報銷藥品費用，但由於政府大力補貼藥品生產/進口,以提高民眾的藥品負擔能力，往往會增加過度使用、過度開立處方和濫用的情況（例如對於中等以及劇烈疼痛症狀會過度開立可待因（一種鴉片類藥物）做治療之用，而導致濫用）。伊朗對於進口藥品，以及核准藥廠首次對市場推出藥品的監管較為嚴格，MOHME是該國涉及藥品事務的重要機構。

### 市場
伊朗有55家藥廠（參見伊朗知名公司列表），在2006年生產超過96%（以數量計算）的藥品，價值為12億美元。估計伊朗的歷年藥品市場規模各為18.7億美元（2008年）、23.1億美元（ 2009年）、32.6億美元（2011年）、35.7億美元（2013年）。
伊朗的藥品市場大量使用通用名藥物，這類藥物在2009年的使用金額為12.3億美元，而專利藥使用金額為8.17億美元，非處方藥的使用為2.62億美元。
伊朗在2009年進口180萬件藥品，價值12億美元。
截至2015年，伊朗在生物技術產品市場的規模有5億美元。
伊朗在2010年，製藥產業使用的原材料和化學品中有50%依賴進口。到2019年，伊朗公司能夠生產國內所需原材料的80-90%。

#### 產品
伊朗生產多種藥品，用於治療癌症、糖尿病、感染和抑鬱症。
伊朗是東地中海地區首個擁有生產疫苗技術和科學能力的國家，並出口到外國。伊朗期望在2014年實現疫苗生產自給自足。截至2019年，伊朗能生產18種人類使用重要疫苗中的8種。在2020-2021年的COVID-19伊朗疫情期間，伊朗開發出多種對應疫苗，其中5種已獲得緊急使用授權（COVIran Barekat、主權二號2019冠狀病毒病疫苗、FAKHRAVAC、COVAX-19、和Razi Cov Pars）。
在伊朗推出用於治療多發性硬化症（MS）的新藥包括CinnaGen公司的干擾素beta-1a。Gamma Immunex（重組干擾素β1）、Pegaferon（重組聚乙二醇干擾素（PEG-IFN）和再生第八因子複合物 等，都是重組DNA藥物。
伊朗研究人員在2011年開發出41種抗癌藥物，克服之前需要從國外進口昂貴化學療法藥品的問題。該國還計劃在2012年底前投產24種生物相似藥。
根據伊朗醫療藥品資訊中心（Medical Drugs information Center）在2014年的報導，假冒商業藥品的交易比非法藥物交易更有利可圖。其中大部分來自巴基斯坦，也有來自伊拉克，市面上流行的偽藥，多數用於增強性功能、體重控制、美容、身高、頭髮生長和健身方面。

##### 創新
近年來，有些伊朗藥廠正逐漸開展創新能力之中，以脫離僅能製造通用名藥物的角色。
伊朗有大約8,000種植物，研究顯示其中超過2,300種具有治療特性，或作化妝用途；但迄今只有100-300種受製藥產業利用。伊朗擁有的藥草種類達到全世界的80%。但因缺乏所需的技術，這些植物只能以原料的形式外銷，而且數量有限。

### 製藥公司
伊朗在2010年有92家活躍的製藥公司。

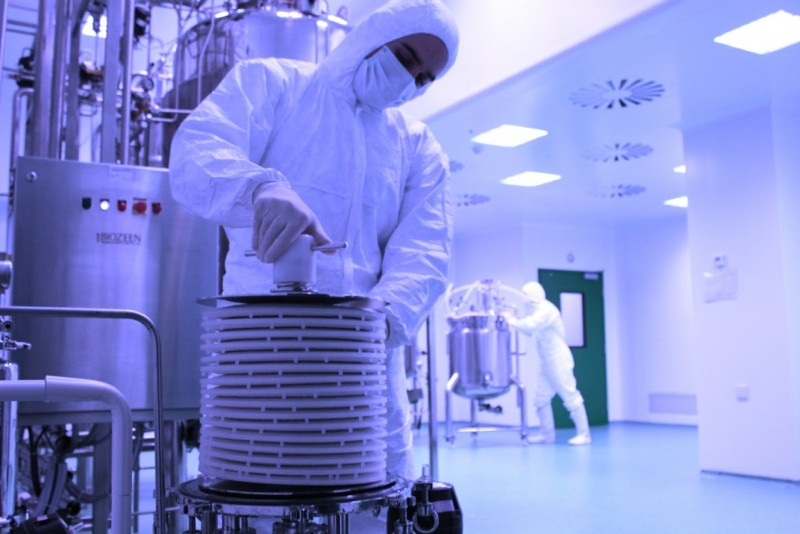
伊朗生物製藥公司AryoGen的生產線。

根據2008年的報導，隸屬於伊朗福利及社會安全部的社會安全投資公司(Social Security Investment Co. (SSIC))是伊朗最大的控股公司，擁有和控制22家製藥公司，這些製藥公司的產能佔伊朗藥品產量的40%。
在前述製藥公司中，排名前茅的是Darou Pakhsh藥品。這家公司的業務包括生產、分銷和進出口醫藥成品和原料。該公司的年營業額為4億美元，號稱擁有伊朗製藥公司中最大的研究發展規模。該公司於2004年初與一家德國醫療公司Biotest AG成立一家製造血漿置換術設備的合資企業。
拉齊疫苗和血清研究所和伊朗巴斯德研究所兩個機構在西亞的疫苗開發和製造方面佔有領先地位。
巴卡特製藥集團是一家大型製藥控股公司，在2016年伊朗的藥品供應中，有14%的佔比。
據報導，伊朗製藥商因政府知識產權保護制度薄弱（參見伊朗-美國知識產權關係）和缺乏外國直接投資，而處於不利地位。 

## 醫療設備
MOHME轄下的醫療設備司負責監督醫療設備的進口，但此類設備實際的的進口和分銷主要由私營部門處理。伊朗已經度過工業化的初步階段，該國的當地企業已有相當製造能力。因此不難找到少數生產基本醫療設備的產商，而讓類似的國外設備難以進入伊朗市場。
由伊朗國際展覽公司籌劃的IranLabExpo（Laboratory Equipment and Chemical Exhitiont）是在德黑蘭舉行的年度主要醫療和實驗室設備展覽會。伊朗在2009年耗用價值約31億美元的藥品和醫療產品，比3年前增長80%。全球平均使用水準為94美元，因為伊朗對其醫療和製藥業進行大量補貼，伊朗的人均使用僅為21美元。伊朗在2009年出口價值7,400萬美元的“醫療產品”到伊拉克、阿富汗和俄羅斯等國家。
美國對伊朗的制裁內容不包括醫療設備或藥品，但自從美國川普總統片面從與伊朗的核能協議撤出，並重新實施嚴格的金融制裁以來，伊朗購買外國藥品和診斷試劑受到很大的阻礙，而大幅加劇伊朗的健康（譬如COVID-19大流行）的問題。
伊朗國內市場有100多家公司代理國際供應商，負責國際廠牌產品的促銷和售後服務。伊朗在醫療設備方面是個成熟的市場，醫療產業中大多數的國際廠商都已經進入伊朗市場。

## 外部連結
- Ministry of Health and Medical Education - Iran
- World Health Organization - Iran （页面存档备份，存于） (statistics)
  -     - WHO/Country Profile （页面存档备份，存于） - Iran